# 山形大学附属幼稚園
山形大学附属幼稚園（やまがただいがくふぞくようちえん、Yamagata University Kindergarten）は、山形県山形市松波二丁目にある国立幼稚園である。山形大学の附属幼稚園である。通称は山大附属幼（やまだいふぞくよう）、山形市近辺では附属幼、附幼（ふよう）と呼ばれている。
大部分の園児が卒業後は附属小学校に進学する。
同一敷地に山形大学附属小学校、山形大学附属中学校がある。
山形県内では唯一の国立幼稚園である。

## 沿革
- 明治36年6月 本県視学官高橋磯八郎氏らを中心に、私立山形幼稚園の設立を計画し、元師範学校附属小学校において開園する。
- 昭和2年4月 県に移管し、山形県女子師範学校附属幼稚園と改称。附属小学校校舎東に園舎を新築。
- 昭和18年4月 国立山形師範学校女子部附属幼稚園となる。
- 昭和26年4月 学制改革により、山形大学教育学部附属幼稚園と改称する。
- 昭和39年9月 創立60周年記念式典をあげ、園歌を制定。
- 昭和59年11月 創立80周年記念式典挙行。記念の歌「さくらんぼまあち」作成。
- 平成15年11月 創立100周年記念式典挙行。記念の歌「いっしよにいればともだちさ」作成。
- 平成17年4月 山形大学附属幼稚園となる。
- 平成25年6月 創立110周年記念ミニコンサートを行う。

## 園歌・記念の歌
- 園歌 作詞:秋保光吉 作曲:齋藤次郎
- さくらんぼまあち(80周年) 作詞:きたひろし 作曲:服部公一
- いっしょにいればともだちさ(100周年)